# Pierre-Louis Dumesnil
Pour les articles homonymes, voir Dumesnil.
Pierre-Louis Dumesnil, né en 1698, mort en 1781, est un peintre et décorateur français, spécialisé dans les scènes de genre.

## Biographie
Fils cadet de Louis-Michel Dumesnil (<1663-1739), peintre ordinaire de l’hôtel de ville de Paris et recteur perpétuel de l’Académie de Saint Luc et de Denise Aveline (-1759) et petit-fils de Louis (~1625-1679), peintre ordinaire de l'hôtel de ville de Paris et de Marie Magnier (apparentée aux Hurlot, peintres à Paris).
Pierre-Louis est le frère cadet de Louis-Claude (1695-1769), dit Dumesnil l’aîné, peintre ordinaire de l’hôtel de ville de Paris et professeur de peinture à l’académie de Saint Luc.
Leur sœur Marie-Denise (-1776) épouse, en 1724, Michel Fromaget (-1758) (fils d’Etienne Fromaget, peintre de l’académie de Saint-Luc), qui fut premier secrétaire du marquis de Paulmy, protecteur de l’académie de Saint Luc.
Pierre-Louis épouse, par contrat, le 9 octobre 1734, Marie Geneviève Larivière (~1696-1778), veuve de Jean-Baptiste Gaudret, maître serrurier, fille de Guillaume Jean dit Larivière (-1733), maître sellier lormier carrossier et de Marie-Marthe Cance.
Il fut le dernier artiste de trois générations de peintres, ses enfants, deux filles – Marguerite Denise (1736) et Marie Geneviève (1738-1814) – et un fils (Louis-Claude) exercèrent des activités non artistiques, bien que Marguerite se marie successivement avec deux peintres des ordres du roi, Nicolas-Simon Dutour (-1755) puis  Pierre Lavocat qui fut directeur garde de l'académie de Saint Luc en 1766.
Un portrait de Dumesnil par madame Vigée-Lebrun, réalisé en 1774 à l’occasion de sa réception à l’Académie de Saint-Luc, ne nous est malheureusement pas parvenu.

## Carrière académique
Pierre-Louis Dumesnil a été reçu à l’Académie de Saint-Luc le 19 juin 1736 (bien qu'il se présente déjà comme adjoint à professeur lors de son mariage en octobre 1734) ; Il y gravit les différents échelons, professeur en 1748, recteur en 1773 puis recteur perpétuel en 1774 jusqu'à la suppression de l'académie en 1776.
Il a exposé, entre 1751 et 1774, à chacune des  sept expositions de l’institution des tableaux, principalement de genre, souvent en pendants et dont certains sont parvenus jusqu'à nous dans leur forme originale ou en gravure.
Les expositions ont été rapportées et commentées dans les journaux de l'époque comme le Mercure de France, Journal Œconomique, l'Avant coureur ou la feuille hebdomadaire d'Affiches, annonces et avis divers. Et malgré le commentaire assassin paru dans la correspondance littéraire, philisophique et critique de Grimm et de Diderot, au premier octobre 1762, ces salons eurent un grand succès auprès du public parisien : « Notre Académie de Saint-Luc, qui n'est pas tout-à-fait aussi célèbre que celle de Rome qui porte le même titre, a exposé cette année ses ouvrages de peinture et de sculpture. Cette Académie est composée de tous les artistes qui n'ont pas assez de talent ni de réputation pour se faire recevoir à l'Académie royale. Suivant ce sage esprit de réglement dont je viens de parler, il faut être de l'une ou de l'autre, sans quoi un homme n'a pas le droit ici de barbouiller de la toile chez lui, et de la vendre à ceux qui auraient la bonté d'ame de se contenter d'un mauvais tableau. Messieurs de l'Académie de Saint- Luc en ont exposé un grand nombre de détestables, parmi lesquels on distingue quelques portraits passables. Ce qu'il y a de meilleur, ce sont quelques portraits en buste de terre cuite ou de plâtre. Il paraît en général que la mauvaise manière a moins gagné nos sculpteurs que nos peintres. »
Dans la lettre de M.H..... à M. P....., son ami en province, au sujet du concours en peinture et sculpture de MM. de l'Académie de Saint-Luc, ouvert dans une salle des Grands-Augustins, à Paris, le 20 février 1751 : « ... Après les grands noms qui décorent et forment comme le frontispice de ce nouveau temple du goût, je ne puis vous faire entre en idée de cette enceinte sans vous parler des directeurs et professeur au mérite desquels on en est redevable en partie. De ce nombre sont, entre autres, MM. de Saint-Pol, du Mesnil, Dieu, Spoede, le Pautre... »
Dans le Journal Œconomique, août 1752 : « Ceux que le public a mis au second rang, Spoede... Dumesnil le jeune, une mère regardant jouer ses enfants, et une servante habillant des enfants, Guérin, Jollain... »
Dans l'Avant-Coureur de 1762 (f° 315) : « Il paroist chez Joullain, quai de la Mégisserie, deux nouvelles estampes d'après Dumesnil, par M. Duflos. L'une représente un garçon cabaretier et l'autre un cuisinier. ces deux estampes rendent les deux sujets très naturellement... »
Dans le Journal Œconomique, septembre 1762 : « ... Les sens, la savoyarde et son pendant, de M. Dumesnil, frappent, par leur vérité singulière, quoique le ton en soit un peu sombre... »
Dans Affiches, annonces et avis divers, du mercredi 8 septembre 1762 (f° 143): « ... Nous avons de M. Dumesnil le jeune, Professeur, 12 ou 13 Tableaux , dont 9 représentant des sujets grotesques ou populaires , peints avec autant de vérité que de goût ».
Dans la même parution, septembre 1764 (f°143-144) : « L'Académie de S. Luc... contribue alternativement, avec l'Académie Royale de Peinture, au Spectacle intéressant des Beaux Arts qui se renouvelle ici chaque année. ses ouvrages, dont l'exposition a commencé le 25. Août, sont actuellement l'objet du concours des Curieux de tous états & de toute espece... Dans les compositions des Peintres à talens, on paroit distinguer deux petits tableaux de M. Dumesnil le jeune, Professeur, dont l'expression a de la naïveté ; ils représentent une Cuisinière qui revient du marché, & un Garçon marchand de vin rinçant des bouteilles... » 
Dans le Journal Œconomique, novembre 1770 : « Le studieux & la fainéante, deux estampes en pendant d'environ 11 pouces de haut, sur 8 de large. A Paris, ches Pasquier, rue Saint Jacques, vis-à-vis le collège de Louis-le-Grand, prix 12 s. chacune. Ces estampes ont été gravées à l'eau-forte, par ch. Letellier d'après les tableaux de M. Dumesnil junior. Elles sont composées chacune d'une seule figure »
Dans le Mercure de France, octobre 1774, concernant le salon de l'académie : « MM. Dumont, Viel, Dumesnil, le Fèvre... Coste, Kruger, ont aussi donné des preuves de leurs talens, chacun dans leur genre »

## Carrière publique de décorateur

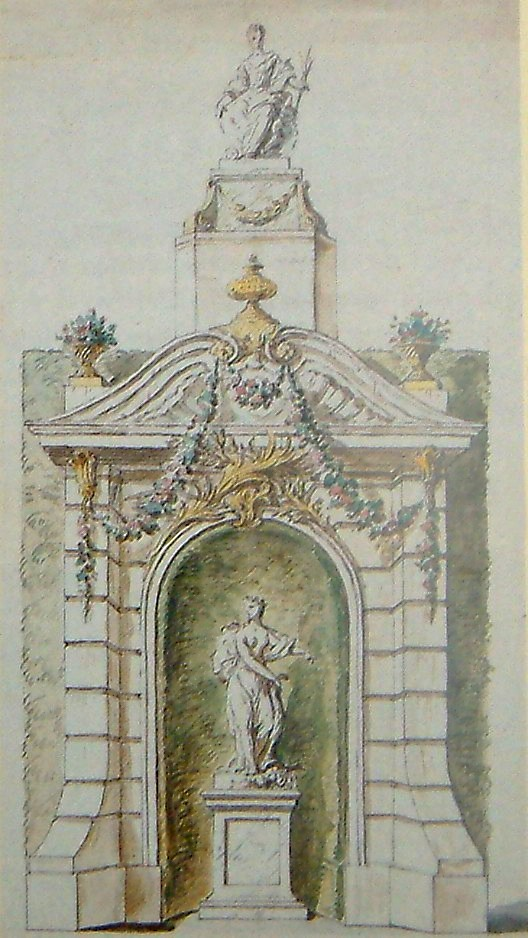
Saint Jean-Baptiste (dessin) 1741

Les frères Dumesnil obtiennent la charge de peintres ordinaires de l'hôtel de ville de Paris à la suite de leur père Louis-Michel (<1663-1739) et grand-père Louis -1679).
En 1741, lors de leur premier contrat et pour 700£, les frères Dumesnil s’engagent à réaliser les travaux de peinture des structures des fontaines à vin et de la pièce centrale supportant le feu d’artifice pour la fête de la Saint Jean (le 24 juin). Tous deux succèdent à leur père qui réalisa la plupart des décorations de cette fête entre 1684 et 1739. Les fils furent d’abord associés à leur père, sans pour autant apparaître sur les contrats avec l’hôtel de ville, dans les dernières années de son activité.
Le processus d'attribution et de livraison suit souvent la même logique ; Trois à quatre semaines avant l’événement, quand la fête est planifiée, l'entrepreneur propose à l'hôtel de ville un dessin préparatif pour l'établissement du marché. Ainsi, le 2 juin 1741 : « Marché entre les sieurs Louis Claude Dumesnil et Louis Pierre (sic) Dumesnil peintres et professeurs de l'Académie de Saint-Luc et ordinaires de la Ville... sommes convenus, savoir que les sieurs Dumesnil ont promis et se sont obligés de peindre et exécuter sur toile la décoration d'un feu à quatre faces pour la solennité de la fête de la Saint Jean de la grandeur ordinaire fourniront toutes les toiles nécessaires... la somme de 700£ pour le prix en bloc dont nous sommes convenus avec eux. ». Après la réalisation dans les ateliers des Dumesnil, l'installation des panneaux nécessite l'approbation de l'hôtel de ville : « à la réquisition des sieurs Dumesnil transportés dans la place de Grève devant l'hôtel de ville... nous ont fait voir la décoration du feu de la Saint Jean-Baptiste à cause de la solennité de la fête, laquelle décoration nous avons trouvée posée et après l'avoir vue et examinée ensemble le dessin annexé au présent marché, nous avons reconnu que ledit dessin a esté bien et duement exécuté en conséquence avons du consentement du procureur donné acte auxdits sieurs Dumesnil de la réception des ouvrages... »
Les frères Dumesnil auront quasiment l’exclusivité des décorations à quelques rares exceptions. La plupart des décorations sont connues à travers les gravures d’époque.
Le règne de Louis XV est riche en réjouissance et la ville de Paris s’associe à la liesse populaire en organisant des fêtes pour les victoires militaires, les naissances de prince ou princesse ainsi que pour les événements extraordinaires comme le rétablissement du roi après une maladie.

Les décorations publiques réalisées par les frères Dumesnil sont :

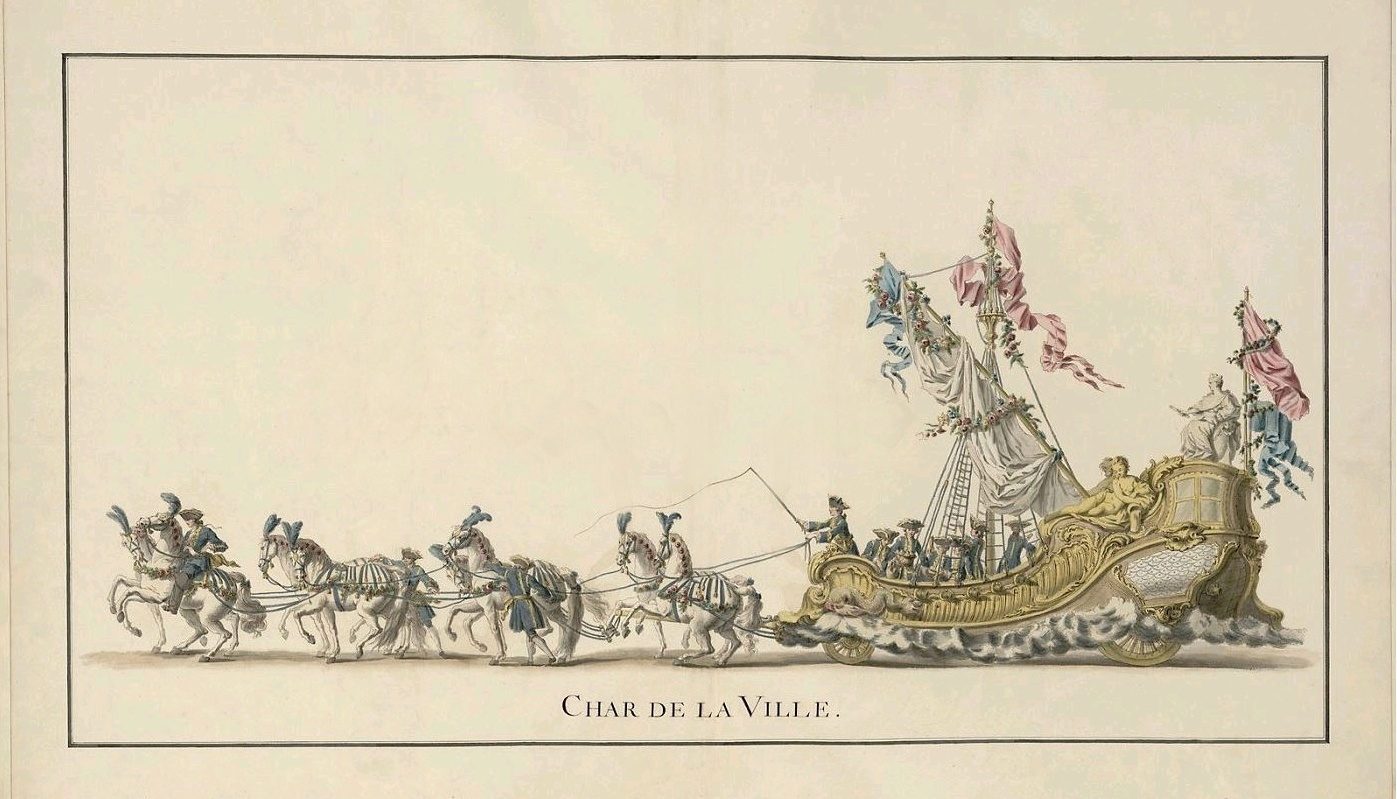
Mariage du Dauphin - Char de la Ville (1747)

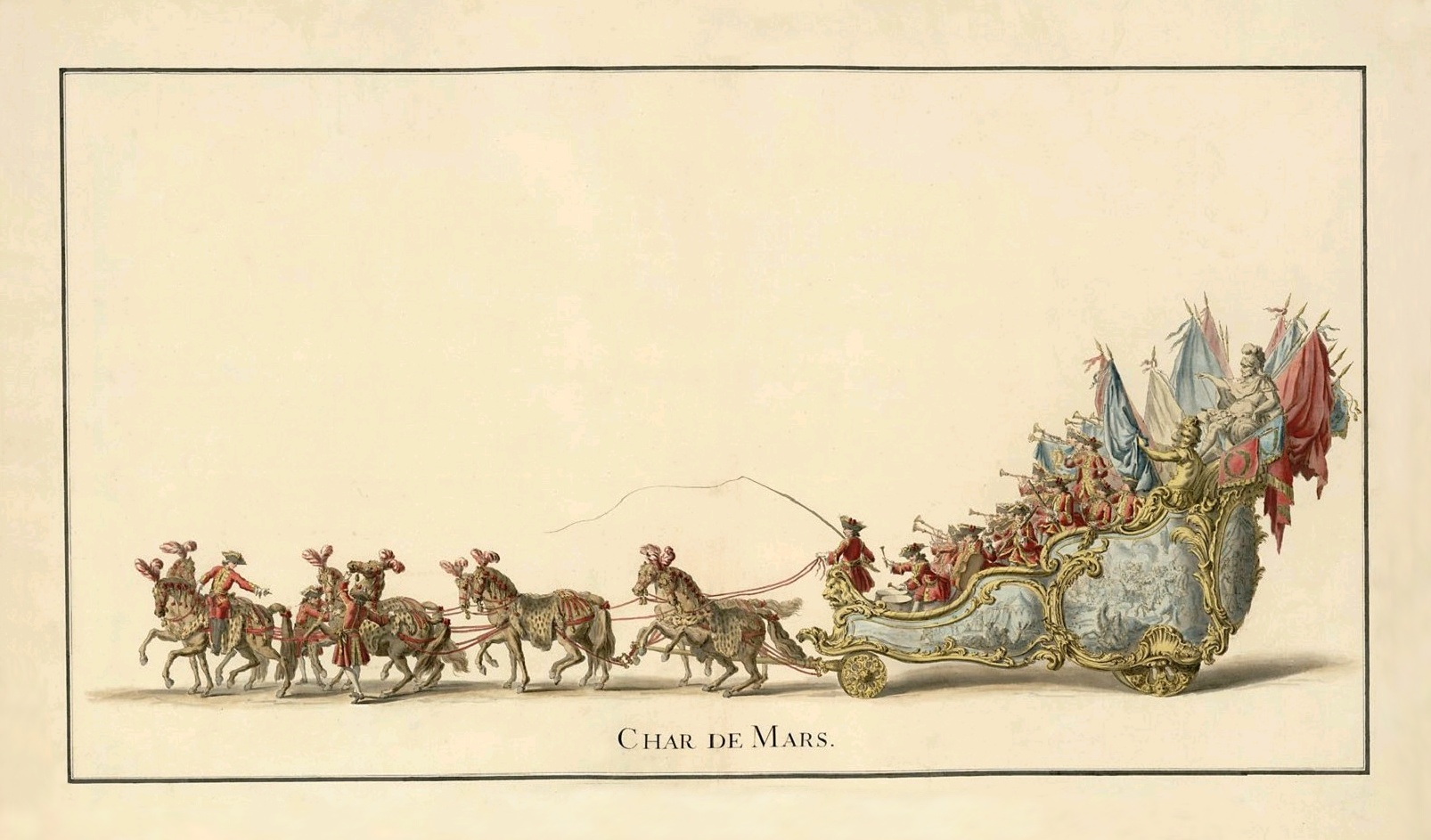
Mariage du Dauphin - Char de Mars (1747)

- Juin et juillet 1744 : En présence du roi, pour les victoires de Menin et d’Ypres

- Septembre 1744 : Pour le rétablissement de la santé du roi
- Août 1745 : Prises des villes de Gand, de Dendermonde et d'Ostende
- Mai 1746 : Prise de la ville d'Anvers
- 1746 : Réjouissance pour la naissance d'une princesse, qui fut peinte par Nicolas Raguenet

À partir de 1747 Pierre-Louis va diriger seul l’entreprise familiale, son frère se consacrant à l’Académie de Saint-Luc et à son rôle de professeur :
- Février 1747 : Décorations pour le mariage du Dauphin avec Marie Josèphe de Saxe, dont, notamment, la réalisation de cinq chars de parade : le char de l’hymen, de Bacchus, de Cérès, de Mars et de la ville (voir illustrations), dont le comte de Caylus en fit le récit dans ses « œuvres badines complettes - les Fêtes roulantes ». Il est, pour cette fête publique, qui reste l'une des plus marquantes du 18e, associé avec les peintres Tramblin[10]  et Labbé[11], les sculpteurs de Bruyne et Van Nerven, le charpentier Richard et le menuisier Guerne[12] pour réaliser le marché, se montant à 150 000 livres, établit le 21 décembre 1746. Le 4 février suivant, sur la réquisition des entrepreneurs, le bureau se rendit dans le magasin de la ville, sur le rempart entre la porte Saint Martin et la rue du Temple, pour examiner les ouvrages qui furent considérés comme dûment exécutés, au point qu'une gratification de 6000 livres fut accordées aux artistes et artisans.
- Février 1749 : Décorations pour la publication de la paix
- Août 1754 : Décorations pour la naissance du duc de Berry (futur Louis XVI)
- 1758-1759 : Décorations pour les victoires durant la guerre de guerre de sept ans, Hesse et Hanovre, Saint Cast (voir illustration) et Bergen, qui furent gravées par Jacques-Philippe le Bas
- Juin 1763 : Réalisation de huit grands ifs portant des lumières pour l'inauguration de la statue équestre de la place Louis XV (place de la Concorde)
- Juin 1768 : Réalisation d’un dais pour le cercueil de la reine dans la cathédrale Notre Dame
- Mai 1770 : Décorations de la place Louis XV, pour le mariage du Dauphin et de la princesse Marie-Antoinette
- Janvier 1772 : Décorations pour le mariage du comte de Provence et Marie-Josèphe de Savoie

La difficulté de ces ouvrages réside souvent dans le court délai entre la décision et l’événement comme le montre une réclamation de 1744 et un plan de travail très précis de 1758.

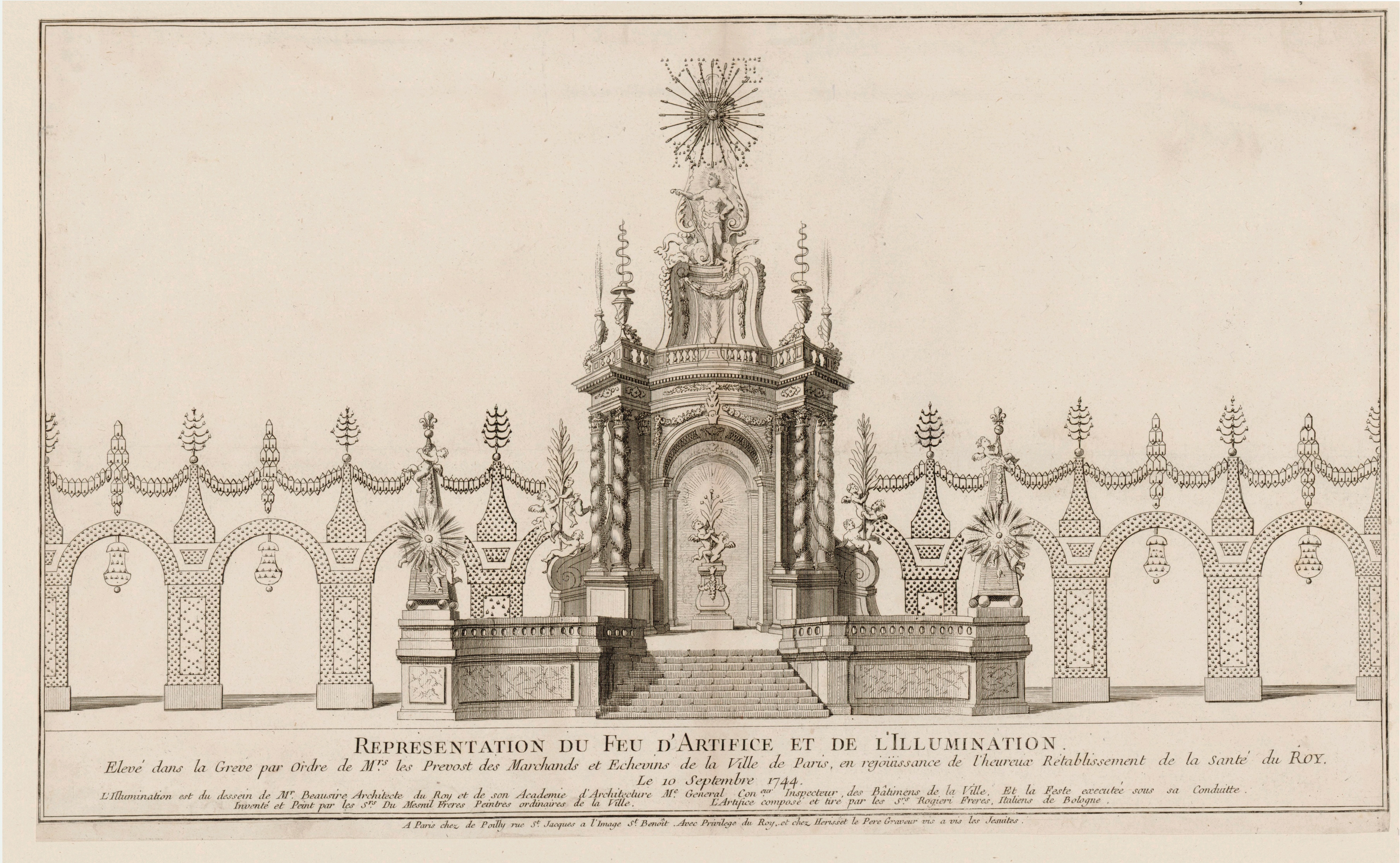
Rétablissement de la santé du roi (septembre 1744)

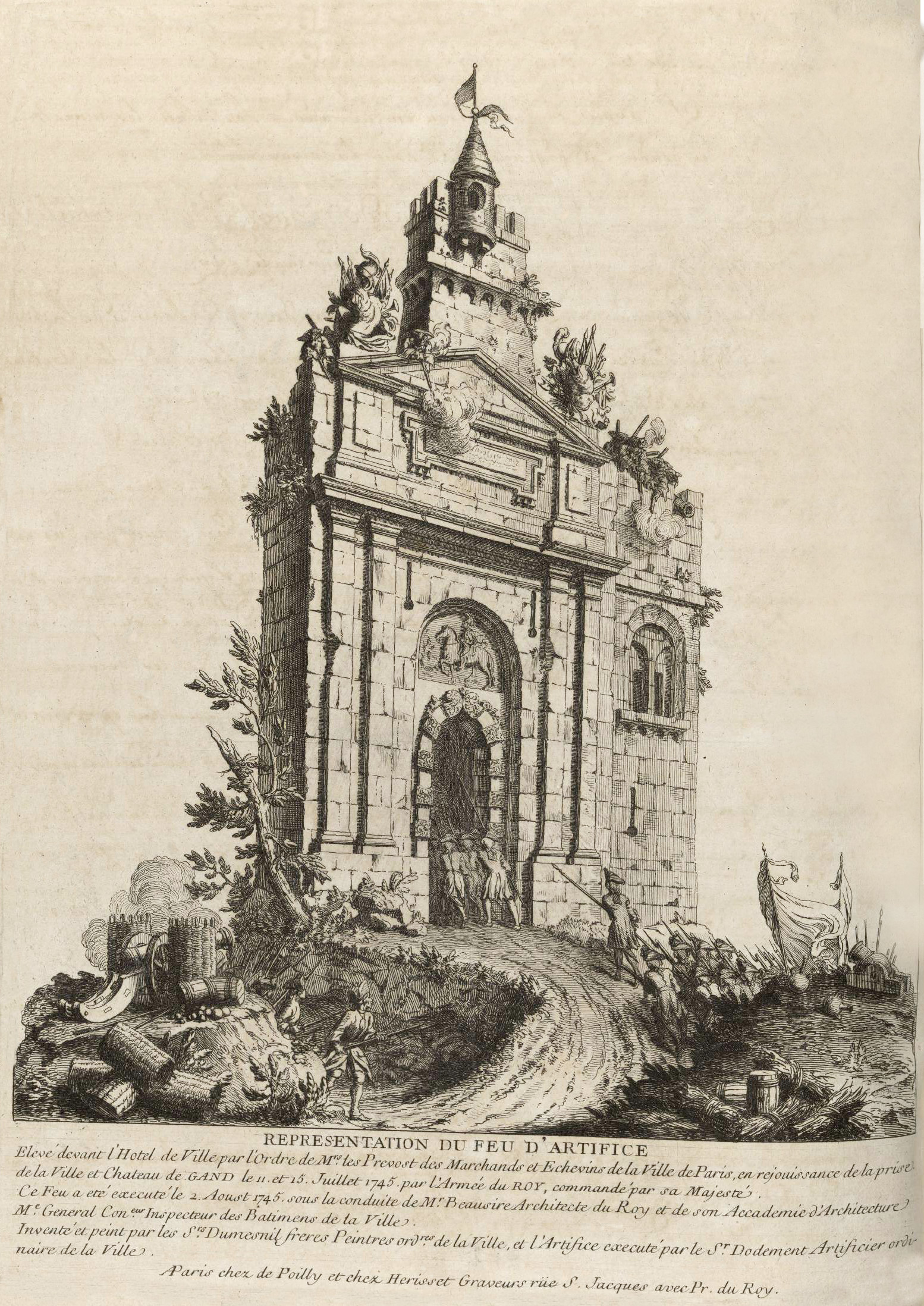
1745 - Victoire de Gand

Lors du marché entre les frères Dumesnil et la ville le 30 août 1744 pour la réjouissance pour l'heureuse convalescence du roi, dont l'édifice représente la façade d'un temple d'ordre corinthien, consacré à Apollond'ordre corinthien dieu de la médecine, surmonté d'un autel circulaire sur lequel est un serpent python sous les pieds du dieu, le tout terminé par une grande lyre couronnant tout l'édifice. Dumesnil écrit à l'hôtel de ville pour préciser les conditions difficiles de leur entreprise, "... Le tout exécuté en dix jours ce qui a causé de la précipitation et du travail presque continuel, les entrepreneurs ont été obligés de payer de plus fortes tournées et en outre de nourrir leurs ouvriers qu'ils ne ... point de l'atelier, et que le peu de moments qu'on avait fussent utilement employés. Ils prient encore messieurs de faire attention, qu'un si grand ouvrage exécuté en si peu de temps, ne se peut faire sans un dégât considérable des matières qu'ils employent. Ils attendent de l'équité des messieurs, un dédommagement proportionné à leur dépenses et au zèle qu'ils ont apporté à la perfection de cet ouvrage.
Dans le commentaire pour la décoration du 28 octobre 1758 pour la victoire en Hesse : « La décoration du feu ne put par le peu de temps qui avait été donné que représenter un parc orné de trophées de victoires remportées par des soldats… Le feu d'artifice fut fort agréable et bien exécuté le temps ayant été favorable »

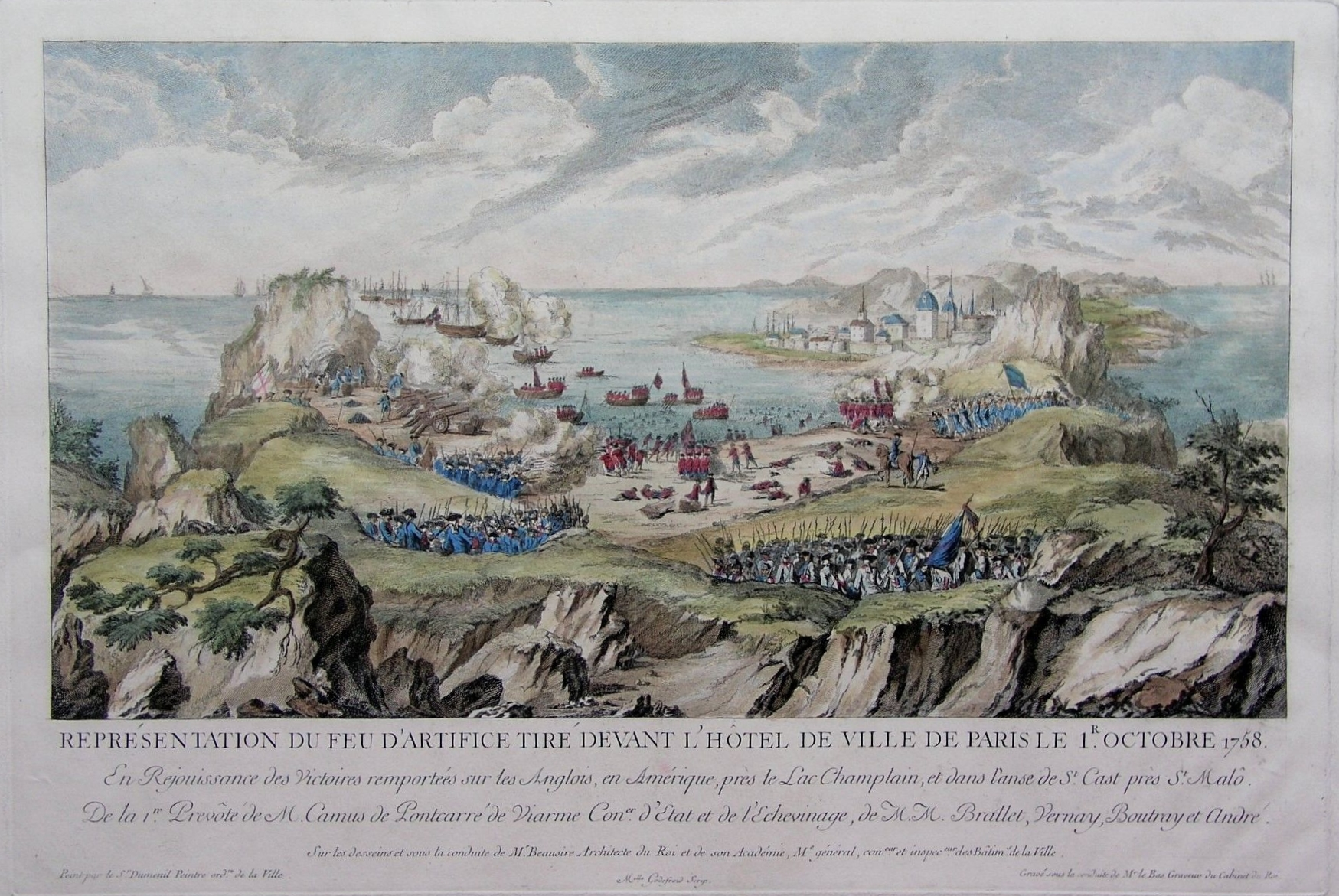
Décoration du feu d'artifice du 1er octobre 1758 (Paris)

Une demande de Dumesnil nous permet de comprendre le processus de création de ces décorations et la responsabilité de leurs différents acteurs : « Nous soussignés Pierre Louis Dumesnil peintre ordinaire de la ville et Joseph Labbé peintre nous engageons envers le bureau de la ville de faire tous les ouvrages de peinture en détrempé et rehaussé d'or contenu dans les quatre obélisques et les deux grandes colonnes avec les huit piédestaux des trophées qui accompagnent lesdites colonnes desquels obélisques et colonnes doivent être placés dans le canal de la rivière entre le pont Neuf et le pont Royal et faire partie de la fête de la naissance d'un prince de suivre correctement dans l'exécution des ouvrages toutes les mesures proportions tous de couleurs caractères et de qualité des figures et d'ornements indiqués par le modèle en relief desdites six édifices, lesquels modèles qui seront déposer dans le logement des conducteurs dans l'atelier général du clos des Bernardins, nous seront communiqués toutes fois que besoin sera, de travailler tous lesdits ouvrages de peinture dans les ateliers qui nous seront marqués, nous nous engageons de les exécuter sur les toiles qui nous seront fournies par la ville, coupées et cousues de longueur et largeur convenables à chaque pièce de peinture portée par les modèles pour l'exécution desquels ouvrages la ville nous fournira tous ouvriers et des journées de menuisiers, de serruriers et autres entrepreneurs si besoin y a nous chargeant de fournir tous les peintres et ustensiles et matières concernant uniquement la peinture... Lesdits ouvrages seront par nous livrés au fur et à mesure aux conducteurs chargés de la pose et définitivement huit jours avant le jour marqué pour l'exécution de la fête pour être voiturés par les voitures de la ville et être posées nous présents et aidant au nombre de nos ouvriers... Et s'il nous arrivait que la fête soit suspendue et remise à un autre temps, il serait fait un état des ouvrages de peinture qui seraient faits et parfaits lors de ladite suspension et même seraient continués pour être entièrement finis... »

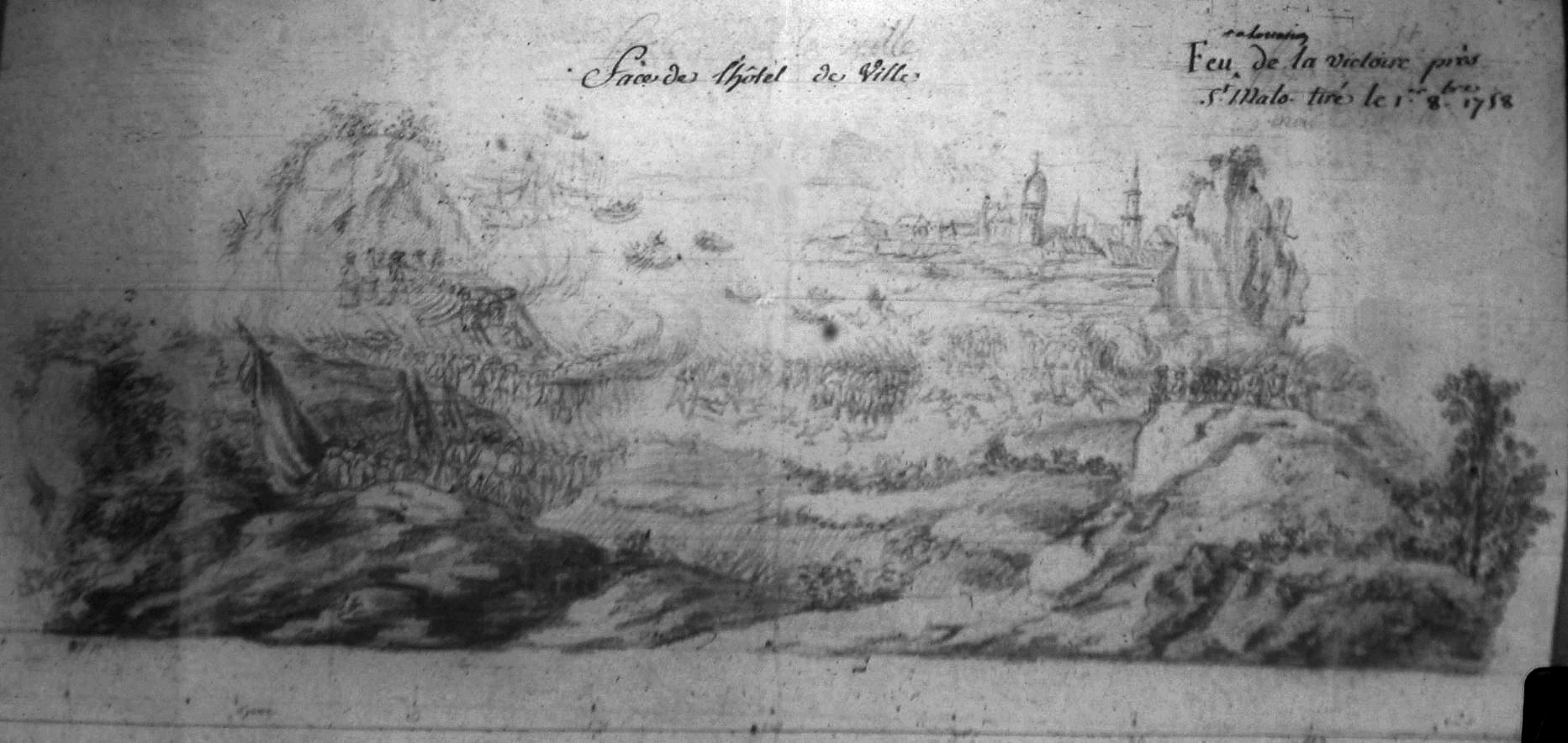
Dessin préparatif 1758

Certaines fêtes eurent tellement de succès qu'elles furent exportées, comme celle pour la victoire de Port Mahon à Minorque, par les troupes du duc de Richelieu, qui fut donnée à Paris le 25 juillet 1756. Les décorations furent démontées puis après transport remontées à Bordeaux où une nouvelle fête eut lieu le 4 août suivant. La décoration avait la particularité d'être éclairée de l'intérieur créant des effets de transparence pour les éléments peints en bronze. Dumesnil ajouta quelques modifications pour la personnaliser, notamment une inscription en latin expliquant que la ville de Bordeaux a élevé ce monument au Mars gaulois. Il est peu probable qu'il fit lui-même le voyage et qu'il confia probablement la tâche à l'un de ses ouvriers.
Cette activité s'avère lucrative jusqu'à la fin des années 1760 où la monarchie est successivement frappée par des morts en série et la défaite de la guerre de sept ans. Les fêtes se font plus discrètes et Dumesnil cède la place à de nouveaux arrivants comme Deleuze avec lequel il va s'associer pour d'autres projets.
Sa dernière grande réalisation est la décoration des salles provisoires et définitives de l'opéra à Paris. Dumesnil est alors associé aux peintres Guilliet et Deleuze, au sculpteur Boulanger et au menuisier Guerne pour, dans un premier temps, décorer la salle provisoire qui doit remplacer celle du Palais-Royal détruite par l'incendie du 6 avril 1763 et qui doit être construite dans le théâtre des Machines du palais des Tuileries ; puis, dans un second temps, les salles du nouvel opéra du Palais Royal. La troupe de l'Opéra y réside jusqu'en janvier 1770 avant de retourner au Palais-Royal. Dumesnil et ses associés réalisèrent les peintures de décoration et d'impression de la salle de bal, qui prit la forme d'un salon octogonal de 45 pieds de diamètre, pour un montant de cinquante mille livres. Son inauguration permit au public d'admirer sa décoration en colonnes, figures, dorures et ornements, glaces et un sujet de peinture qui apporte à la magnificence de la salle autant qu'à son étendue. Les tableaux d'histoire et de décoration furent réalisés par messieurs du Rameau, de Machi, Vassé et Bocquet. Les représentations vont s'y poursuivre jusqu'à sa destruction le 8 juin 1781 par incendie après la représentation d'Orphée et Eurydice de Gluck ; Dumesnil s'éteint le 23 du même mois.

## Carrière privée de décorateur
Dumesnil a aussi eu une activité de décorateur pour des institutions et des particuliers dont quelques-unes de ses réalisations sont connues à travers les quittances de paiement :
- 1737 : Dumesnil fournit des tableaux pour l'hôtel de Montalivet que l'architecte Pierre Boscry construisait pour la marquise de Feuquières
- 1752 : Commande pour les Carmes Billettes d'un tableau représentant « le Christ, la  Vierge et autres figures »
- 1759 : Fourniture de tableaux pour une maison rue Bergère construite par Jean Damun[22], architecte du roi et contrôleur des Bâtiments et des magasins de la Ville de Paris
- 1759-1762 : Le triptyque « Apollon et les muses », du salon de 1762, fut commandé par le marquis de Beaupréau[23], pour son hôtel de la rue Croix-des-Petits-Champs dont la restauration était en cours ; il réalisera aussi six scènes pour dessus de portes représentant des paysages dans les arrières cabinets des deux filles du marquis, ainsi que des travaux de dorure
- Vers 1755 : Fourniture de tableaux pour Antoine-Nicolas Dauphin (1713-), architecte de l'Arsenal, dont Dumesnil est un familier car Dauphin est l'entrepreneur des constructions pour les fêtes de l'hôtel de ville. Il est probable qu'un de ces tableaux soit une « Vierge à l'enfant », datée de 1757, qui se trouvait dans la chapelle de l'Arsenal, à moins que le tableau ne soit de son frère plus traditionnellement peintre d'histoire. Ces tableaux datent probablement d'avant le début 1757 quand le marquis de Paulmy obtient la jouissance de l'Arsenal obligeant Dauphin à déménager, à moins que ce ne soit le marquis qui en fit la commande à Dumesnil. La trace d'une quittance dans le partage des biens de Dumesnil en 1781 penche toutefois pour la première option.

## Style

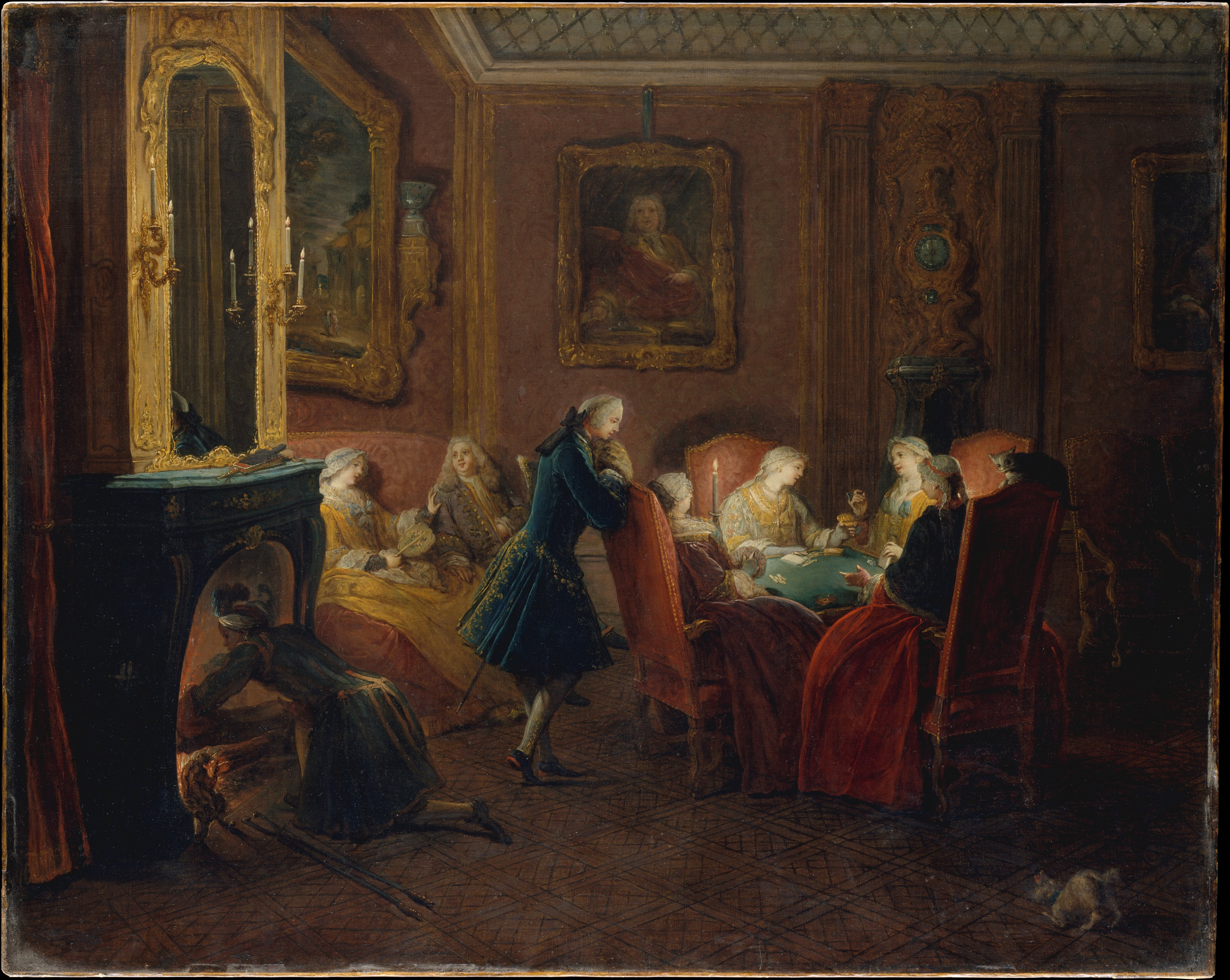
1735 (ca) - Joueurs de cartes

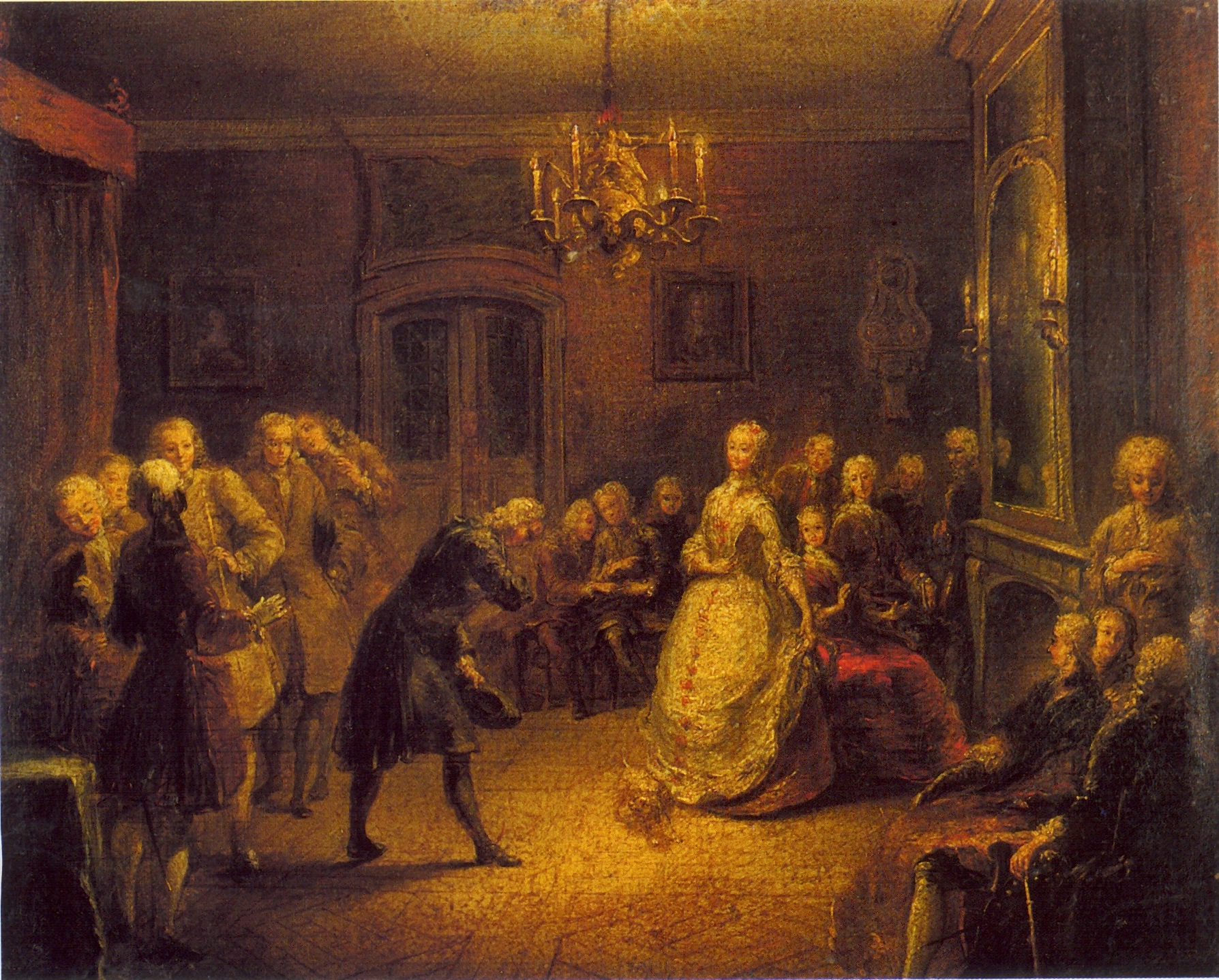
1739 (ca) - La conversation de salon

Si certaines de ses œuvres relèvent de la peinture d’histoire (Saint Charles Borromée faisant l’aumône, 1741), la majorité  de ses œuvres appartiennent à la peinture de genre.
Les premières œuvres connues de Dumesnil dépeignent essentiellement la haute société, « Une conversation de salon », « la visite de l'amateur » et « joueurs de carte » sont probablement des œuvres de commandes ne révélant pas la personnalité du peintre. Bien qu'âgé de près de 40 ans lors de la réalisation de ces tableaux, Dumesnil n'a pas encore d'indépendance financière, n'étant encore que l'assistant de son père. Il n'a alors, comme revenu régulier, que son faible traitement d'adjoint à professeur à l'académie de Saint Luc et la vente de quelques tableaux que lui commandent les architectes chargés de décorer les hôtels nobles parisiens.
Les événements rapprochés de la mort de son père (1739) et la voie ouverte par Jean-Baptiste Chardin avec sa série décrivant la vie des gens ordinaires (la bonne éducation...) lui procurèrent à la fois le moyen financier et la latitude de s'exprimer artistiquement plus personnellement. À partir de la moitié des années 1740, les tableaux de Dumesnil seront, hors commandes, tous de genre au niveau des thèmes traités et de la composition.
On peut reprocher à Dumesnil d'être un peintre de son temps, mais pas son interprétation des thèmes et la personnalité qu'il donne à ses modèles, où l'espièglerie semble être une constante, que ce soit dans le regard d'un enfant jouant en la présence d'une servante ou de sa mère ou dans les quatrains accompagnant les gravures qui populariseront ses œuvres, comme celui du tableau « Le curé servi ou le chantre à table », rimé par Charles Moraine :
« Ce gros Chantre à face vermeille,
Aime bien mieux le son flateur,

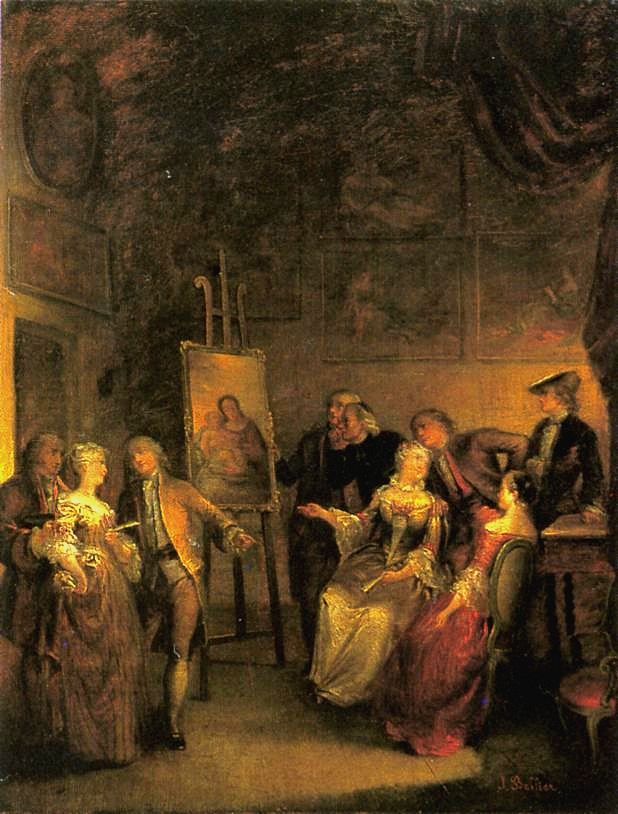
1740 (ca) - La visite chez l'amateur

Dont les verres, les pots remplissent son oreille,
Que celui qui l'appelle au Chœur.
Catin ne soit donc point avare,
Ce vin a pour lui plus d'appas,
Que l'honneur de chanter en Bé mol ou Bé quarre,
Du latin qu'il ne comprend pas. »
Il a longtemps été compté parmi les petits maîtres du XVIIIe siècle, « victimes » de Chardin, nous le retrouvons pourtant dans la plupart des grandes collections de gravures toujours parmi ses pairs qu'ils soient ou non de l'académie.

## Œuvres

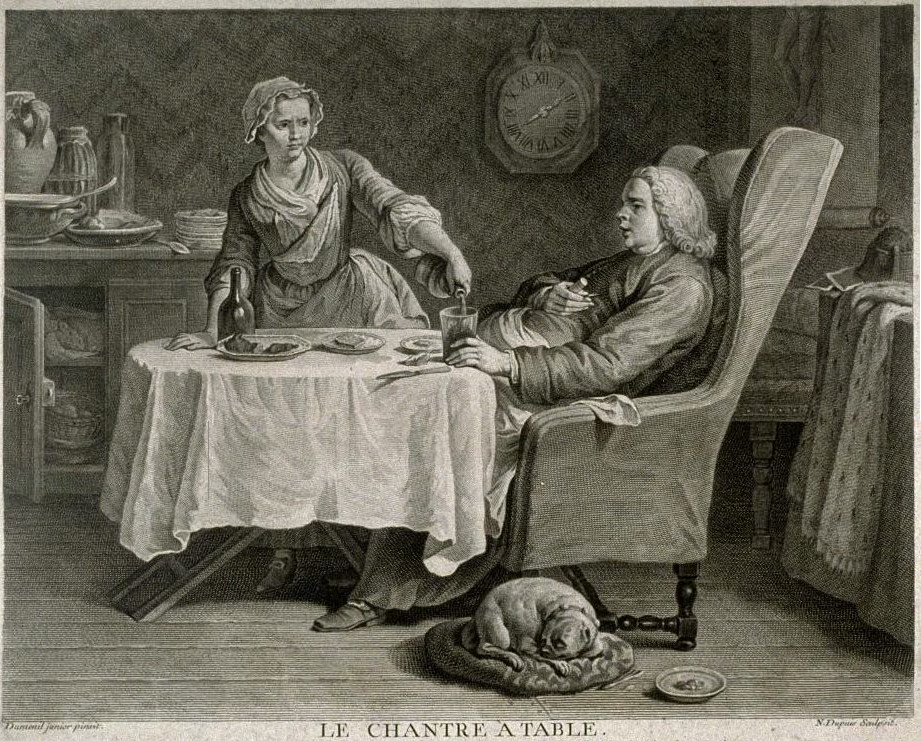
Le curé servi

Peu de tableaux de Dumesnil sont présents dans les musées Français et étrangers, la plupart étant dans des collections privées :

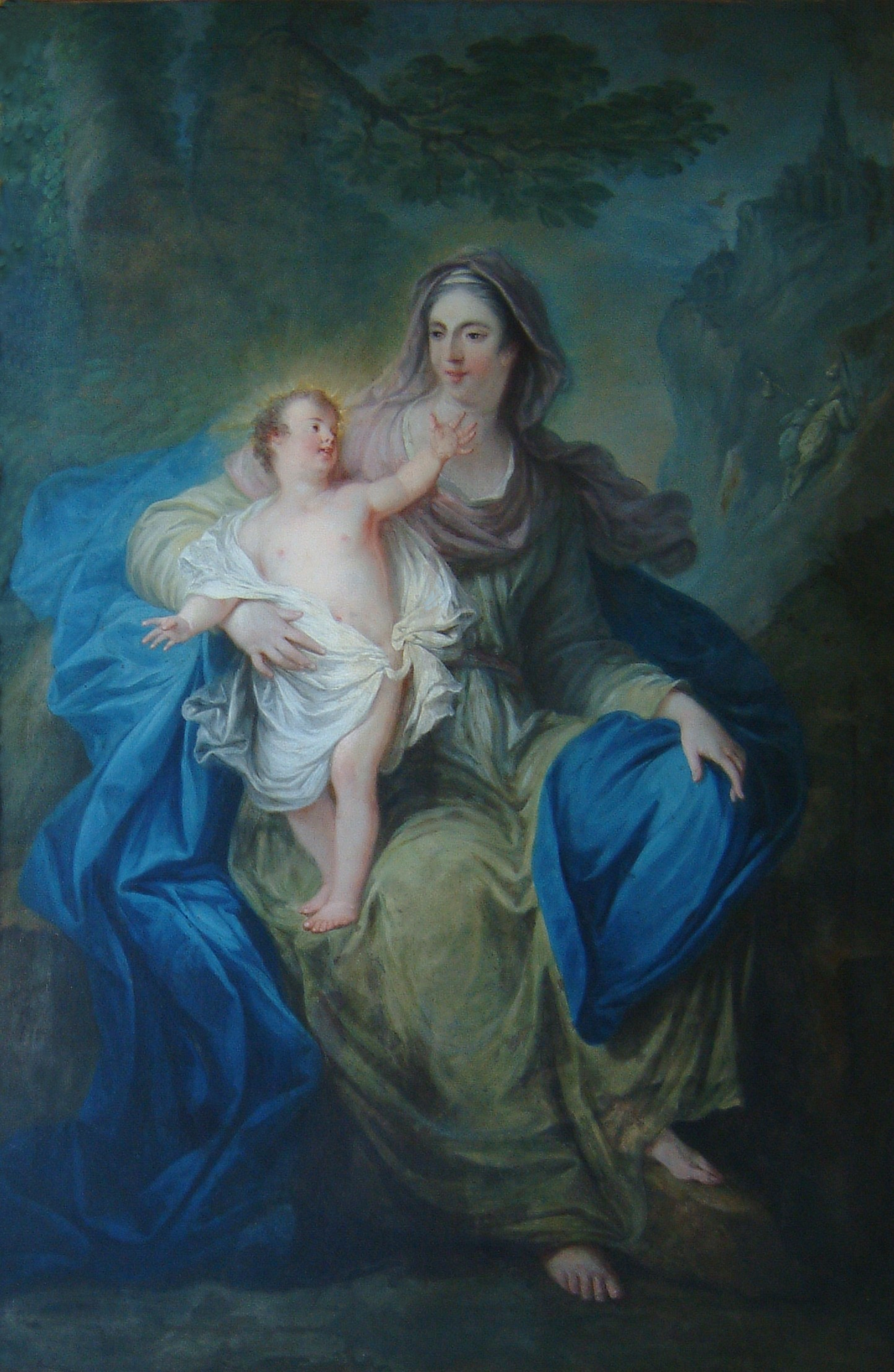
Vierge à l'enfant (1757)

- Un jeune abbé de catéchisme qui reçoit un jeune enfant amené par sa sœur, 1752, Musée Carnavalet, Paris.
- Une mère qui regarde jouer ses enfants, 1752, Musée Carnavalet, Paris.
- Une chambre où une servante habille des enfants, 1752, Musée Carnavalet, Paris.
- Le Traitant, huile sur toile, 32 × 41 cm, Musée des beaux-arts, Bordeaux.
- Une petite fille allant à l’école, huile sur toile (transposition),1753( ?), 100 × 79 cm, Musée du Louvre, Paris[24].
- Joueurs de cartes ("Players with cards"), ca 1740, The Metropolitan Museum of Art, New York
- Une vierge à l'enfant, 1757, Bibliothèque de l'Arsenal

Certains tableaux sont connues à travers les ventes publiques et se trouvent dans des collections particulières :
- Saint Charles Borromée faisant l’aumône’’, 1741, huile sur toile, 215 × 116 cm, collection particulière[25]
- La présentation au Temple, huile sur toile, collection particulière, Christie's, Old Masters Paintings, New York, 4 octobre 2007
- Le curé servi (chantre à table), huile sur toile, collection particulière, 11 novembre 2002
- Une conversation de salon, ca 1740, huile sur toile, collection particulière, Christie's Monaco le 19 juin 1988 puis 2001
- La visite chez l'amateur, ca 1740, huile sur toile , 41 x 32,5 cm, collection particulière, Sotheby's 15-16 juin 1995
- Le jeu du sifflet, huile sur cuivre, collection particulière, Monaco 19 juin 1994
- Le jeune dessinateur, huile sur toile, collection particulière, vente Laurent-Richard, Drouot Paris, mai 1878

Des tableaux sont connus à travers des descriptions anciennes :
- Un tableau signé Dumesnil, se trouvait dans la 30ème chapelle (Saint Léonard) dans la cathédrale Notre Dame de Paris en vis-à-vis d'un tableau de Philippe de Champaigne, dont l'attribution pourrait être donnée à son père
- Un portrait de Stanislas Dirouard, en costume de juge des marchands de Bordeaux, signé PL Dumesnil[26]

Enfin ses œuvres sont plus connus à travers leur gravure, moyen populaire de faire connaître une œuvre, elles sont accessibles, notamment,et son associé Matthieu dans les collections de la BNF et de la bibliothèque de l'Arsenal :
- par Charles Duflos, Le garçon cabaretier et La cuisinière écrivant sa dépense présentées au salon de 1762
- par Jacques de Favanne, ca 1754, Le cerf volant et La poupée et le volant
- Par Elisabeth-Claire Tournay épouse Tardieu, Une dame de charité donnant ses ordres à une sœur grise et Le prêtre de catéchisme, présentées au salon de 1752. Le déjeuner de l'enfant, La vieille coquette et Le vieux petit maître
- Par Anne Lefort, Une savoyarde qui joue de la serinette et Un marchand de peaux de lapin, présentées au salon de 1752
- Par Charles François le Tellier en 1770, Le Studieux et La Fainéante
- Par Nicolas-Gabriel Dupuis, Le Chantre à table
- Par François Lucas, Particulier endormi sur un sofa (le traitant)

Certains des tableaux étaient encore en possession de Dumesnil à sa mort, quand ses héritiers décidèrent de les disperser, notamment le prêtre du catéchisme visible à Carnavalet, et plusieurs autres connus par leur gravure (la Savoyarde, le marchand de peaux de lapins, la dame de charité, le garçon cabaretier et la cuisinière écrivant sa dépense).